# Wallerfangen
Wallerfangen (en francès: Vaudrevange) és un municipi del districte de Saarlouis a l'estat federat alemany de Saarland. Situat a l'oest de Saarlouis fa frontera amb França.
Antiga ciutat del Ducat de Lorena, principal poble de la batllia d'Alemanya, que agrupava la part del ducat de parla germana. La ciutat va ser desmantellada pel rei Lluís XIV al 1680 durant la construcció de la ciutat de Saarlouis.
Posteriorment, aquesta aquesta vila va formar part del districte de Thionville al cantó de Relling. Després va ser cedida a Prússia pel Tractat de París de 1815.

## Nuclis
- Bedersdorf
- Düren
- Gisingen
- Ihn
- Ittersdorf
- Kerlingen
- Leiding
- Oberlimberg
- Rammelfangen
- Sankt Barbara
- Wallerfangen